# William P. Lawrence
Pour les articles homonymes, voir Lawrence.
William Porter Lawrence, dit Bill Lawrence, (né le 13 janvier 1930 à Nashville et mort le 2 décembre 2005 à Crownsville) est un amiral américain.
Vice admiral de la marine des États-Unis, c'est aussi un aviateur naval. Il est le premier aviateur naval à voler deux fois la vitesse du son dans un avion naval, et un des candidats finaux pour le premier groupe du programme Mercury.
Pendant la guerre du Viêt Nam, Lawrence est abattu lors d'une mission de combat et a passe six ans comme prisonnier de guerre (de 1967 à 1973).
Il est surintendant de l'Académie navale d'Annapolis de 1978 à 1981.
Il est le père de l'astronaute Wendy B. Lawrence.